# Synagoga Josela Urysona w Łodzi (ul. Zachodnia 66)
Synagoga Josela Urysona w Łodzi – prywatny dom modlitwy znajdujący się w Łodzi przy ulicy Zachodniej 66.
Synagoga została zbudowana w 1913 roku z inicjatywy Josela Urysona. Została ona przeniesiona z lokalu znajdującego się przy ulicy Cegielnianej 56. Mogła ona pomieścić 200 osób. Podczas II wojny światowej hitlerowcy zdewastowali synagogę.